# Олександр Джонстон
 Олександр Джонстон  (англ. Alexander Keith Johnston; 28 грудня 1804 р., біля Единбурга — 9 липня 1871 р., Йоркшир — шотландський географ, картограф, гравер, лексикограф і видавець, який працював в Единбурзі протягом 19 ст..

## Біографія і видавнича діяльність
Школу для граверів закінчив в Університеті Единбурга. Разом зі старшим братом Вільямом заснував видавничу компанію «W. & A. K. Johnston», яка з 1840-х років, видає значну кількість карт і кілька атласів. У жовтні 1849 року він був обраний членом Королівського товариства у Единбурзі. У 1862 році він був одним із засновників метеорологічного товариства Шотландії..
1856 р. в Единбурзі вийшов в світ географічний атлас Олександра Джонстона. В атласі поміщена карта «Поширення людини в Європі за мовною ознакою» («Distribution of man in Europe according to language»). Мапа датується 1854 р. Надрукована у видавництві «William Blackwood and Sons». Масштаб 1:17 000 000. Автор виділяє мовні сім'ї: германську, кельтську, греко-латинську, слов'янську. Кожна мовна сім'я позначена відповідним кольором. До слов'янської відносяться росіяни, поляки, болгари, латиші, литовці та ін. Українців та білорусів автор на мапі не виділяє. Що цікаво, що вся Бессарабія і більша частина сучасної Молдови, на даній мапі позначені як слов'янські землі.
В цьому ж 1856 р. Олександр Джонстон видає «Етнографічну карту Європи» («Ethnographic map of Europe according to Dr.Gustaf Kombst»). Місце видання Единбург. Формат мапи 51х62 cм. Карта надрукована у атласі «The physical atlas of natural phenomena». В легенді карти ні українців, ні білорусів не виділено, є лише росіяни (Russian). Але вздовж Дніпра, починаючи від Києва і в районі Єлисаветграда переходячи на Лівобережжя, подано назву Little Russia (Малоросія)..
1879 р.  Карта – “SOUTH-WEST RUSSIA[also] Showing the extent  of THE KINGDOM OF  POLAND previous to its  partition in 1772”  (Південно-західна Росія...). Назва UKRAINE поширена на Правобережжя та Лівобережжя..

## Вибрані праці
- National Atlas of General Geography (1843)
- Atlas to Alison's history of Europe (1848)
- The Physical Atlas of natural phenomena (1848)
- The Royal Atlas of Modern Geography (1855)
- The cabinet atlas of the actual geography of the world: with a complete index (1865)
- Atlas to Alison's history of Europe (1866)
- The handy royal atlas of modern geography (1868)
- Classical atlas (posthumno, 1886)